# Gene Scott
Pour les articles homonymes, voir Scott.
Eugene “Gene” Lytton Scott, né le 28 décembre 1937 à New York et décédé le 20 mars 2006 à Rochester (Minnesota) d'une amylose, est un joueur de tennis américain.
Il est membre du International Tennis Hall of Fame depuis 2008.

## Palmarès

### Finales en simple (2)
- 1964 : Perth Amboy

| No | Date       | Nom et lieu du tournoi                   | Catégorie | Dotation | Surface      | Vainqueur  | Score                   |  |
| -- | ---------- | ---------------------------------------- | --------- | -------- | ------------ | ---------- | ----------------------- |  |
| 2  | 19-08-1973 | Tournoi de tennis de Merion, Merion (en) |           | NC $     | Gazon (ext.) | Mike Estep | 7-5, 3-6, 7-6, 3-6, 7-5 |  |

## Autres résultats
- Internationaux de France : quarts de finale en 1964
- US Open : demi-finale en 1967